# Łuskowczyk
Łuskowczyk (Rhagologus leucostigma) – gatunek małego ptaka z monotypowej rodziny łuskowczyków (Rhagologidae), dawniej zaliczanego do kwiatówek (Pachycephalidae). Występuje endemicznie na Nowej Gwinei. Nie jest zagrożony wyginięciem.

## Taksonomia
Po raz pierwszy gatunek opisał Tommaso Salvadori w 1876. Holotyp pochodził z gór Arfak. Salvadori nadał mu nazwę Pachycephala leucostigma. Obecnie Międzynarodowy Komitet Ornitologiczny (IOC) umieszcza gatunek w monotypowym rodzaju Rhagologus i monotypowej rodzinie łuskowczyków (Rhagologidae). Została ona wyodrębniona z fletówek (Pachycephalidae) w 2014 (Schodde & Christidis) na podstawie odrębności gatunku pod względem morfologii, zachowania oraz DNA. Holotypy R. l. novus (odłowiony 9 września 1931 na Mount Kunupi, 1500 m n.p.m.) i R. l. obscurus (odłowiony 23 października 1933, 1250 m n.p.m.) znajdują się w Amerykańskim Muzeum Historii Naturalnej.

## Podgatunki i zasięg występowania
Tradycyjnie wyróżnia się następujące podgatunki:
- R. l. leucostigma (Salvadori, 1876) – północno-zachodnia Nowa Gwinea (półwysep Ptasia Głowa)
- R. l. novus Rand, 1940 – pasma górskie Weyland i Sudirman w zachodniej części wyspy
- R. l. obscurus Rand, 1940 – góry centralnej i południowo-wschodniej Nowej Gwinei oraz półwyspu Huon

IOC uznaje takson novus za synonim R. l. leucostigma.

## Morfologia
Długość ciała wynosi 15–16,5 cm, masa ciała 24–29 g. Łuskowczyk to nierzucający się w oczy smukły ptak o brązowo-szarej kolorystyce upierzenia. Występuje dymorfizm płciowy. Samce są matowoszare lub brązowawe ze stonowanym cętkowaniem w okolicach kloaki. Samice i młode osobniki mają cynamonowy przód głowy oraz wyraźne białe kropki i pasy na brzuchu i w okolicach kloaki. Z lotek I rzędu P7 najdłuższa, P8=P6>P5. Znane wymiary dla podgatunku nominatywnego: długość skrzydła u 2 samców 87 i 90 mm, u jednej samicy – 85 mm. Dla R. l. obscurus: długość skrzydła u 10 samców 82–90 mm, u 10 samic – 83–89 mm.

## Ekologia
Łuskowczyk zamieszkuje górskie lasy, okazjonalnie także zadrzewienia wtórne; odnotowywany na wysokości 820–2550 m, zwykle ponad 1500 m n.p.m. Jest to powolny, cichy ptak. Odżywia się owocami, okazjonalnie zjada również owady. Pieśń to długa seria różnych dźwięków, podobna do pieśni drozdów z rodzaju Turdus.

### Lęgi
Jeden samiec z powiększonymi jądrami, wskazującymi na aktywność rozrodczą, został odnaleziony w czerwcu. Gniazda i jaja zebrane w 1973 przez rdzennych mieszkańców wyspy pod nadzorem R. Schoddego i I. J. Masona zostały odnalezione w październiku i listopadzie. Gniazdo ma kształt grubościennego kubeczka, jego powierzchnia jest nierówna. Zbudowane jest z korzeni i wąsów czepnych; wyściełane tymi samymi częściami roślin, lecz delikatniejszymi. Od zewnątrz maskują je splątane mchy oraz liściaste wątrobowce. Umieszczone jest na gałęzi 2–3 m nad ziemią. W zniesieniu znajduje się jedno jajo. Skorupka ma kształt podobny do elipsy, kolor do płowokremowego, pokrywają ją plamki koloru fioletowobrązowego do czerwonobrązowego.

## Status
IUCN uznaje łuskowczyka za gatunek najmniejszej troski (LC, Least Concern) nieprzerwanie od 1988 (stan w 2025). Liczebność populacji nie została oszacowana. BirdLife International uznaje trend populacji za spadkowy ze względu na utratę siedlisk leśnych. Gatunek słabo poznany, zdaje się być nieczęsty; nie odznacza się szczególnie i może zostać przeoczony.